# 肩脫臼
肩脫臼（dislocated shoulder）指的是肱骨頭脫離肩關節盂的脫臼，其症狀包括肩痛和關節不穩定。可能併發班卡氏病變（前下肩關節盂唇傷害）、希爾沙克病變（肱骨頭後外側傷害）、旋轉肌裂傷，也可能同時傷及腋神經。
肩脫臼的常見原因包括跌倒時手臂以伸展狀態著地，或者是肩膀受到衝擊。診斷肩脫臼通常從症狀出發，並由X光片確診，並可再細分為前、後、上、下側脫臼，其中最常見的是前側脫臼。
若已確診，治療方式為利用對抗牽引法（traction-countertraction）、外旋法（external rotaton）、肩胛推拿法（scapular manipulation）以及Stimson法等方式讓關節復位（reduction），復位後建議仍需再照X光加以確認。在治療後患臂可能需要以三角巾固定幾週的時間。如果是反覆性的脫臼，則可能會建議患者接受手術治療。
所有人口中，約有1.7%的人在一生當中會發生一次肩脫臼，在美國這約當於每年每10萬人中有24人，並且占了在急診室施行主要關節接合術的半數。男性比女性更常出現肩脫臼。